# Sintetski plin
Sintetski plin (engl. syngas), sintezni plin, vodeni plin ili plavi plin je plin koji služi kao sirovina u industriji sinteze organskih spojeva, kao gorivo kod zavarivanja, proizvodnje stakla i u drugim industrijama gdje je potrebno razviti visoku temperaturu. Sintetski plin se proizvodi tako da se vodena para prevodi preko užarenog ugljena ili koksa. Sastoji se uglavnom od ugljikovog monoksida (CO) i vodika (H2), onečišćenih s malim količinama CO2, N2, CH4, i O2.
C(krutina) + H2O(plin) ˂=˃ CO(plin) + H2(plin)
Sintetski plin je produkt postupka rasplinjavanja tijekom kojega se pri povišenoj temperaturi u reaktor s gorivom bogatim ugljikom dovodi sredstvo za rasplinjavanje (npr. kisik, vodena para, zrak ili ugljikov dioksid), a produkt su ugljikov monoksid i vodik, koji se mogu upotrijebiti za sintezu različitih tekućih ugljikovodika nekom varijantom Fischer-Tropschovog postupka, iz ugljena, prirodnog plina ili biomase. Sintetski plin je dakle smjesa ugljikova monoksida i vodika u raznim omjerima, najčešće CO/H2 = 1/2. Izravno najviše služi za dobivanje metanola (CO/H2 = 1/2), zatim u procesima hidroformilacije (okso-alkoholi, CO/H2 = 1/1) kao i za dobivanje smjesâ ugljikovodika Fischer-Tropschovim postupkom (CO/H2 = 2/1). Također, može se razdvojiti u sastavnice, vodik i ugljikov monoksid. Vodik najviše služi za proizvodnju amonijaka (N2/ H2 = 1/3) i u rafinerijskoj preradbi nafte, dok se izdvojeni ugljikov monoksid najviše upotrebljava u procesima karbonilacije (octena kiselina, polikarbonati, diizocijanati).

## Postupci dobivanja sintetskog plina
Sastav sintetskog plina izravno ovisi o sirovini, s tim da je najveći prinos na vodiku pri preradbi metana. Tri su temeljna postupka dobivanja: parno reformiranje,  djelomična (parcijalna) oksidacija i uplinjavanje ugljena.

### Parno reformiranje
Parno reformiranje je katalitički proces, jednostavan i ekonomičan, koriste se samo "lake" sirovine, ponajprije metan CH4 i u manjem obimu primarni benzin, te vodena para:
CH4 + H2O → CO + 3 H2
Sirovini je potrebno prethodno ukloniti katalitičke otrove (sumpor < 1 mg/kg). To je endotermna kemijska reakcija uz heterogene katalizatore (nikal / Al2O3 + MgO), pri visokoj temperaturi od 700 do 800 ºC i tlaku oko 20 bara.

### Djelomična oksidacija
Djelomična (parcijalna) oksidacija koristi "teške" sirovine: loživo ulje, ostatci destilacije nafte, nafta; koji sadrže velike udjele sumporovih spojeva (od 3 do 4%), pa njihovo prethodno uklanjanje nije ekonomično. Stoga se postupak provodi bez katalizatora, pri visokim temperaturama (od 1200 do 1500 ºC) i tlaku od 30 do 80 bara.
Temeljne reakcije su:
- djelomična oksidacija (ΔH = – )

CnHm + n/2 O2 = n CO + m/2 H2
- reakcija hidratacije (ΔH = +)

CnHm + n H2O = n CO + (n +m/2) H2

### Rasplinjavanje ugljena
Reakcijom ugljena s vodenom parom pri visokim temperaturama nastaje sintetski plin (vodeni plin). To je nekad bio najzastupljeniji postupak dobivanja sintetskog plina (do 1960.). Dio ugljena (od 30 do 40%) u potpunosti izgara (zato se postupak provodi uz smjesu O2/H2O = 1/1), što osigurava reakcijsku toplinu za endotermnu reakciju nastajanja smjese CO/H2:
C + H2O → CO + H2
∆H°298 = 175,3 kJ/mol
C + O2 → CO2
∆H°298 = -393,5 kJ/mol
CO2 + C → 2 CO
∆H°298 = 172,5 kJ/mol
Endotermna reakcija rasplinjavanja (plinofikacije) ugljena zahtijeva veliki utrošak energije potrebne za temeljnu reakciju, a također je potrebna i vrlo visoka temperatura (od 900 do 1000 ºC) za odgovarajuću ukupnu brzinu reakcije, što se osigurava spaljivanjem ugljena. Premda je cijena sirovine, ugljena, prema drugim sirovinama relativno niska, postupak je ekonomičan samo uz vrlo velike proizvodne kapacitete i istodobne primjene "na licu mjesta" (uz nuklearne elektrane, ugljenokopi u Južnoafričkoj Republici - "Sasol postupak").

## Alternativne tehnologije nakon dobivanja sintetskog plina

### Fischer-Tropschov postupak
Fischer-Tropschov postupak jest industrijska metoda dobivanja ugljikovodika iz ugljikova monoksida i vodika (sintetski plin). Postupak, razvijen 1933. su Nijemci primijenili za dobivanje motornih goriva u Drugom svjetskom ratu. Naziv je dobio po njemačkom kemičaru Franzu Fischeru (1852. – 1932.) i češkom kemičaru Hansu Tropschu (1839. – 1935.). Vodik i ugljikov monoksid miješaju se u omjeru 2:1 i prevode pri temperaturi od 200 °C preko nikla ili kobalta kao katalizatora. Dobivena smjesa ugljikovodika može se razdijeliti u dizelsku i benzinsku frakciju. Usavršenim Fischer-Tropschovim postupkom proizvodi se sintetički benzin u Južnoafričkoj Republici, dvama postupcima, tzv. "Sasol" i "Synthol postupcima", a sintetski plin se dobiva od ugljena ili prirodnog plina.

### Biogoriva druge generacije
Biogoriva druge generacije dobivaju se preradom poljoprivrednog i šumskog otpada. Za razliku od prve generacije, biogoriva ove generacije znatno bi mogla smanjiti emisiju ugljikovog dioksida CO2, a uz to ne koriste izvore hrane kao temelj proizvodnje i neke vrste osiguravaju bolji rad motora. Biogoriva druge generacije koja su trenutačno u proizvodnji su: celulozni etanol, biovodik (biohidrogen), biometanol, biodimetileten (bio – DME), dimetilformamid (DMF), HTU dizel (engl. HydroThermalUpgrading), Fischer–Tropsch dizel i mješavine alkohola. Iz sintetskog plina (biogoriva) mogu se dobiti celulozni etanol, biovodik, biometanol, biodimetileten, Fischer–Tropsch dizel ili mješavine alkohola.